# Formigny
Formigny település Franciaországban, Calvados megyében. Lakosainak száma 252 fő (2018. január 1.). Formigny Aignerville, Asnières-en-Bessin, Colleville-sur-Mer, Louvières, Mandeville-en-Bessin, Saint-Laurent-sur-Mer, Surrain, Trévières és Vierville-sur-Mer községekkel határos.

## Népesség
A település népességének változása:
| Lakosok száma | 299  | 256  | 241  | 244  | 255  | 251  | 241  | 740  | 251  | 252  |
|               | 1968 | 1975 | 1982 | 1999 | 2006 | 2011 | 2013 | 2016 | 2017 | 2018 |